# Maoshe (sockenhuvudort i Kina, Zhejiang Sheng, lat 28,58, long 121,12)
Maoshe (kinesiska: 茅畲, 茅畲乡) är en sockenhuvudort i Kina. Den ligger i provinsen Zhejiang, i den östra delen av landet, omkring 210 kilometer sydost om provinshuvudstaden Hangzhou. Antalet invånare är 5 745. Befolkningen består av 3 021 kvinnor och 2 724 män. Barn under 15 år utgör 18,0 %, vuxna 15-64 år 54 %, och äldre över 65 år 27,0 %.
Runt Maoshe är det tätbefolkat, med 881 invånare per kvadratkilometer. Närmaste större samhälle är Daxi, 17,4 km sydost om Maoshe. I omgivningarna runt Maoshe växer i huvudsak blandskog.
Genomsnittlig årsnederbörd är 2 144 millimeter. Den regnigaste månaden är augusti, med i genomsnitt 395 mm nederbörd, och den torraste är januari, med 73 mm nederbörd.